# Дом Михаила Сеспеля
Дом Михаила Сеспеля — памятник архитектуры. Расположен в Чебоксарах, современный адрес дома — улица Михаила Сеспеля, 8.
Двухэтажный дом на подвалах, с мезонином и четырёхскатной крышей, типичный, без архитектурных изысков, был построен в 1908 году мещанином С. Черкасовым как гостиница. В 1913 году домовладение было оценено в 1200 рублей, в 1916 году дом был перестроен с улучшением оформления фасадов. В 1920 году здание было объявлено собственностью государства, в нём разместили сначала отделы ревкома области, потом — Чувашоблпрофсовет; в 1921 году в здании жил и работал Михаил Сеспель.
С 1924 года здание стало Дворцом труда, здесь были размещены первые 13 профсоюзов Чувашии. Здание перестраивалось, наиболее сильно в 1926 и 1937 годах; была изменена планировка, с западной стороны сделана пристройка. В 1979 году в ходе подготовки зоны затопления Чебоксарского водохранилища каменный цоколь был засыпан, изменён вход. К 1997 году здание пришло в аварийное состояние. К 1999 году завершилась реставрация по проекту С. М. Удякова в формах 1921 года. С 2003 года в здании расположился музей Михаила Сеспеля.
В 2024 году на здании была установлена мемориальная надпись.